# Leichtathletik-Europameisterschaften 2010/5000 m der Männer

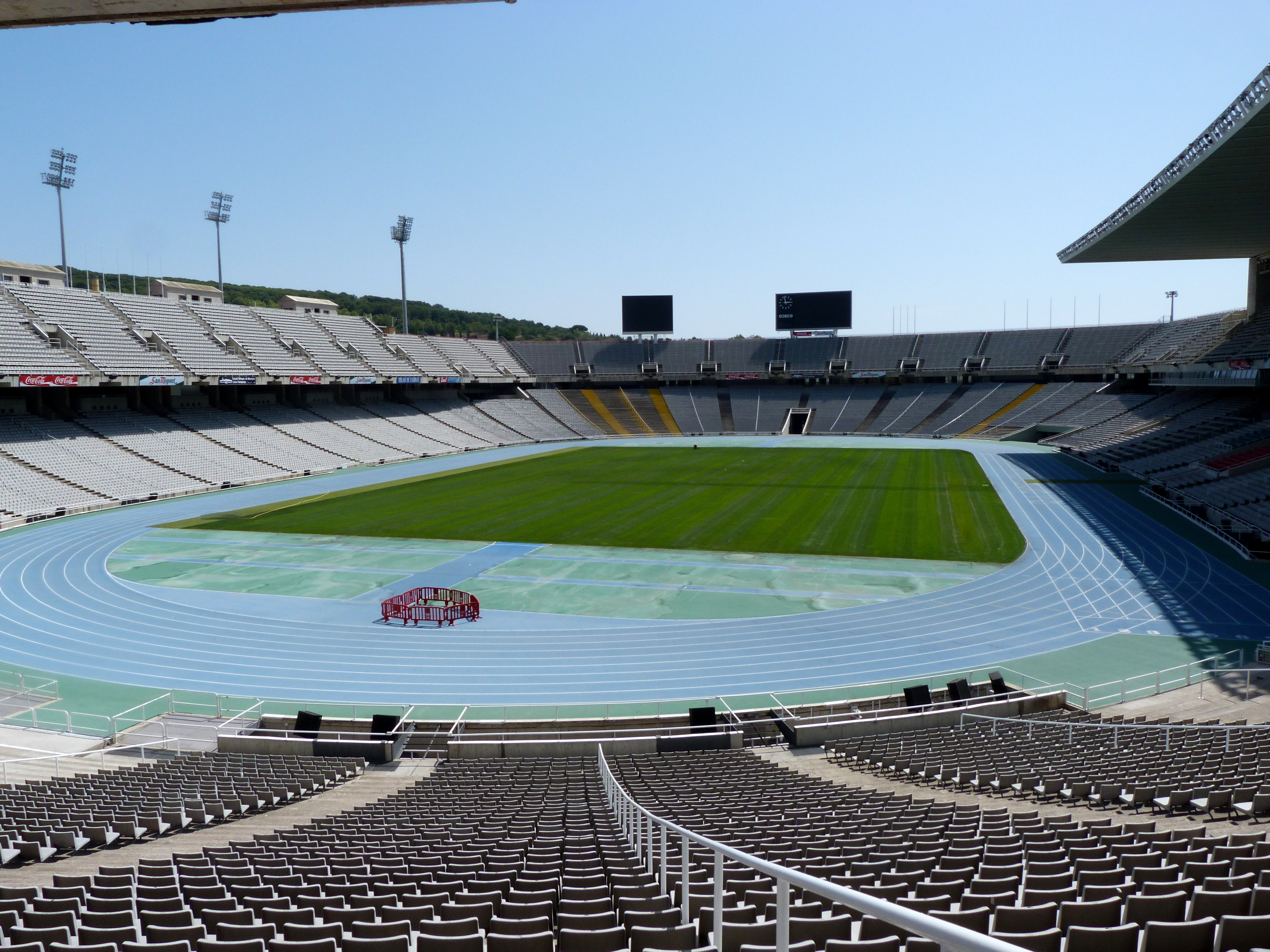
Das Olympiastadion Estadi Olímpic Lluís Companys
Barcelona im Jahr 2012

Der 5000-Meter-Lauf der Männer bei den Leichtathletik-Europameisterschaften 2010 wurde vom 29. und 31. Juli 2010 im Olympiastadion Estadi Olímpic Lluís Companys der spanischen Stadt Barcelona ausgetragen.
Seinen zweiten Titel hier in Barcelona errang der britische EM-Zweite von 2006 Mohammed Farah, der vier Tage zuvor auch Europameister über 10.000 Meter geworden war. Der spanische Titelverteidiger Jesús España gewann die Silbermedaille. Bronze ging an Hayle İbrahimov aus Aserbaidschan.

## Bestehende Rekorde
| Weltrekord           | 12:37,35 min | Kenenisa Bekele  | Hengelo, Niederlande         | 31. Mai 2004    |
| Europarekord         | 12:49,71 min | Mohammed Mourhit | Brüssel, Belgien             | 25. August 2000 |
| Meisterschaftsrekord | 13:10,15 min | Jack Buckner     | EM Stuttgart, BR Deutschland | 31. August 1986 |

Der seit 1986 bestehende EM-Rekord blieb auch bei diesen Europameisterschaften gänzlich unangetastet. Die schnellste Zeit erzielte der britische Europameister Mohammed Farah im Finale mit 13:31,18 min, womit er 21,03 s über dem Rekord blieb. Zum Europarekord fehlten ihm 41,47 s, zum Weltrekord 53,83 s.

## Legende
Kurze Übersicht zur Bedeutung der Symbolik – so üblicherweise auch in sonstigen Veröffentlichungen verwendet:
| DNF | Wettkampf nicht beendet (did not finish) |
| DNS | nicht am Start (did not start)           |

## Vorrunde
Die Vorrunde wurde in zwei Läufen durchgeführt. Die ersten fünf Athleten pro Lauf – hellblau unterlegt – sowie die darüber hinaus fünf zeitschnellsten Läufer – hellgrün unterlegt – qualifizierten sich für das Finale.

### Vorlauf 1
29. Juli 2010, 18:45 Uhr
| Platz | Name                 | Nation         | Zeit (min) |
| ----- | -------------------- | -------------- | ---------- |
| 1     | Hayle İbrahimov      | Aserbaidschan  | 13:32,98   |
| 2     | Alemayehu Bezabeh    | Spanien        | 13:34,44   |
| 3     | Daniele Meucci       | Italien        | 13:35,02   |
| 4     | Christopher Thompson | Großbritannien | 13:35,58   |
| 5     | Mert Girmalegese     | Portugal       | 13:36,32   |
| 6     | Alistair Cragg       | Irland         | 13:37,66   |
| 7     | Arne Gabius          | Deutschland    | 13:39,78   |
| 8     | Alexander Orlow      | Russland       | 13:41,44   |
| 9     | Tiidrek Nurme        | Estland        | 13:49,19   |
| 10    | Eduard Mbengani      | Portugal       | 13:50,22   |
| 11    | Gezachw Yossef       | Israel         | 13:55,97   |
| 12    | Philipp Bandi        | Schweiz        | 13:58,11   |
| 13    | Matti Räsänen        | Finnland       | 14:01,35   |
| 14    | Sindre Buraas        | Norwegen       | 14:03,93   |
| DNF   | Oskar Käck           | Schweden       |            |

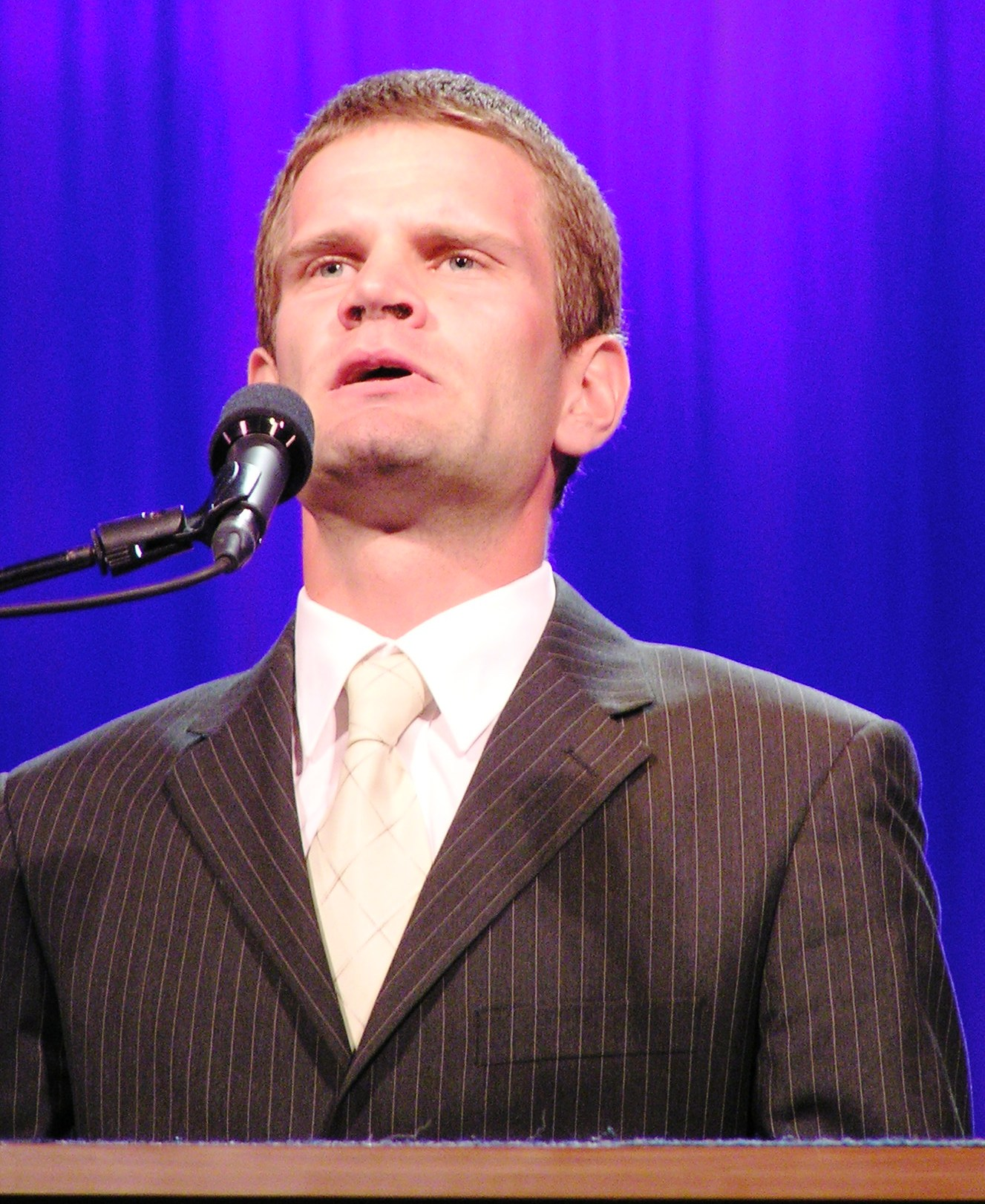
Um knapp zwei Sekunden verpasste Tiidrek Nurme die Finalteilnahme
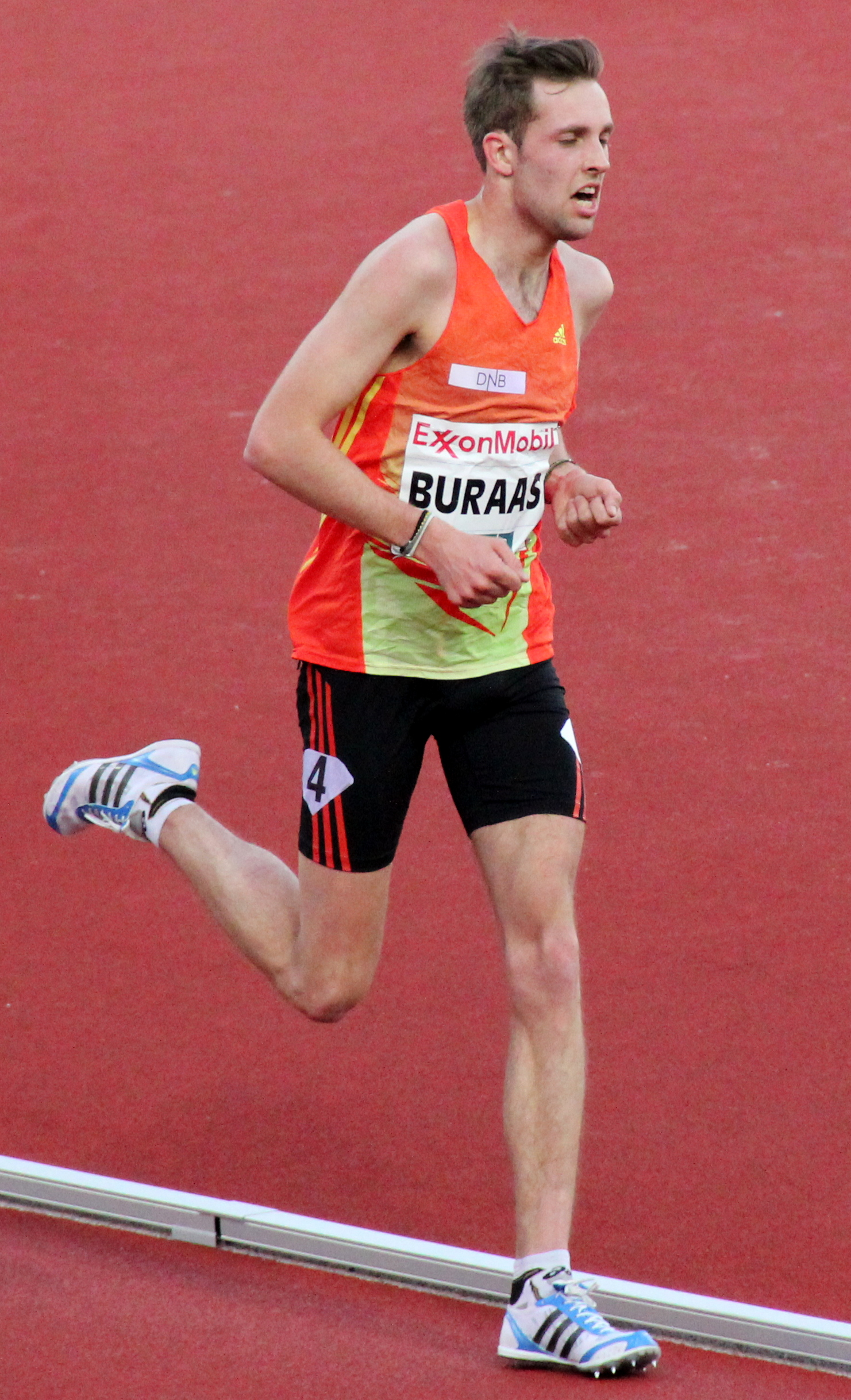
Als Vierzehnter seines Vorlaufs schied Sindre Buraas aus

### Vorlauf 2

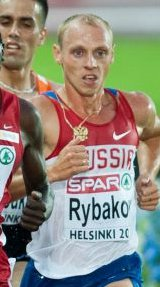
Jewgeni Rybakow erreichte als Achter seines Vorlaufs nicht das Finale
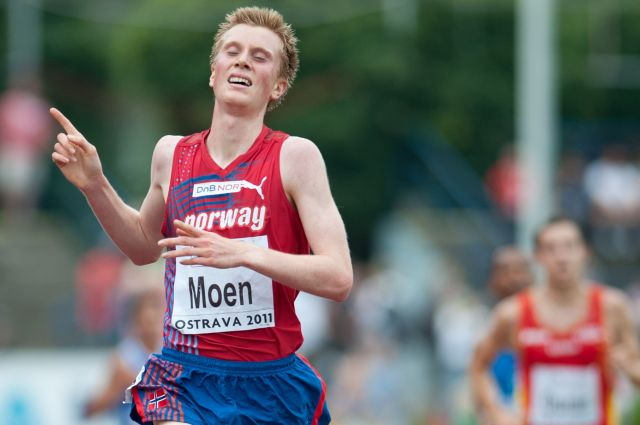
Sondre Nordstad Moen schied als Neunter seines Vorlaufs aus
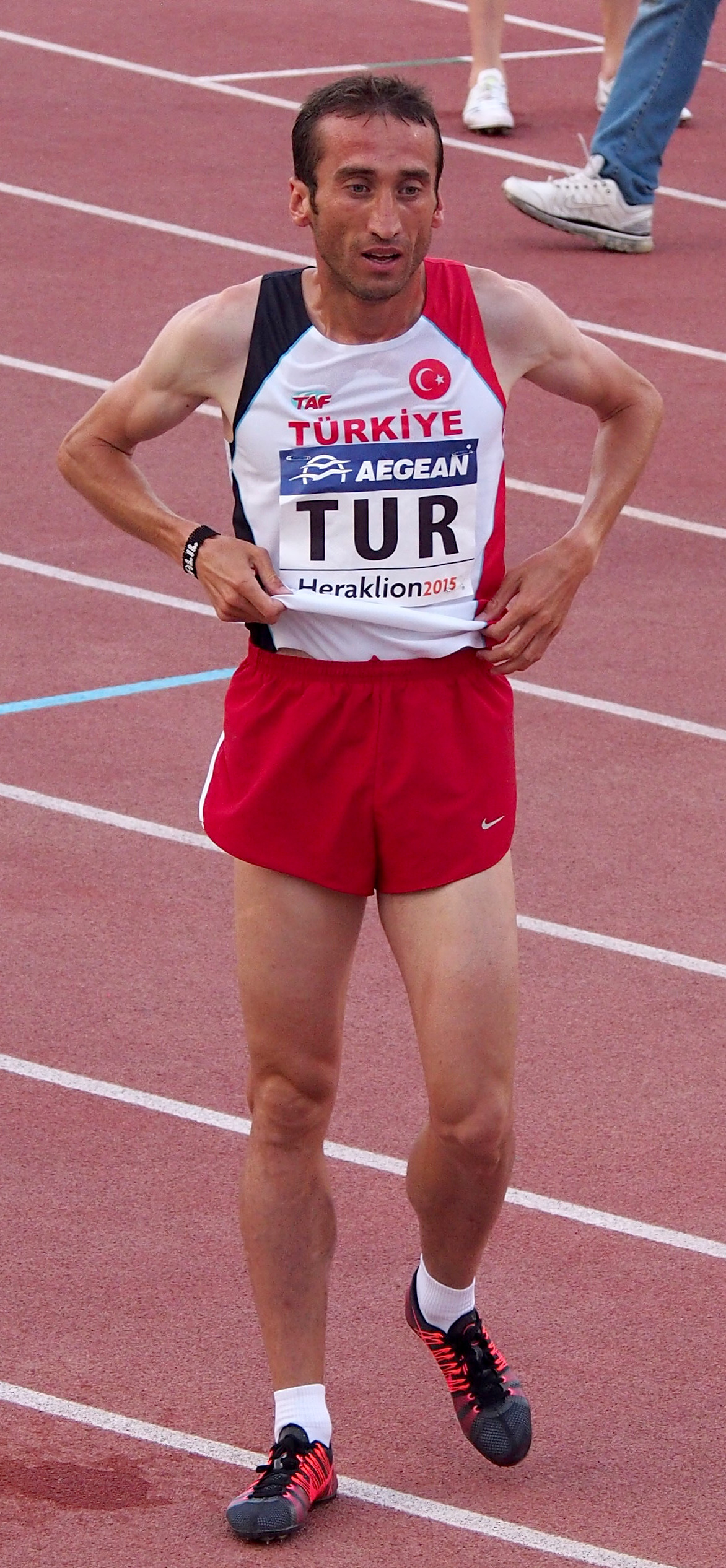
Der in seinem Vorlauf zehntplatzierte Halil Akkaş kam nicht ins Finale
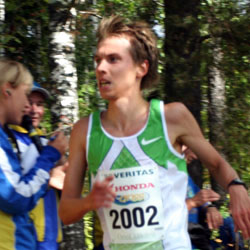
Jussi Utriainen scheiterte als Zwölfter seines Vorlaufs in der Vorrunde

29. Juli 2010, 19:05 Uhr
| Platz | Name                 | Nation         | Zeit (min) |
| ----- | -------------------- | -------------- | ---------- |
| 1     | Mohammed Farah       | Großbritannien | 13:38,26   |
| 2     | Jesús España         | Spanien        | 13:38,47   |
| 3     | Sergio Sánchez       | Spanien        | 13:38,48   |
| 4     | Noureddine Smaïl     | Frankreich     | 13:38,49   |
| 5     | Serhij Lebid         | Ukraine        | 13:38,51   |
| 6     | Stefano La Rosa      | Italien        | 13:38,71   |
| 7     | Kemal Koyuncu        | Türkei         | 13:47,41   |
| 8     | Jewgeni Rybakow      | Russland       | 13:52,58   |
| 9     | Sondre Nordstad Moen | Norwegen       | 13:53,69   |
| 10    | Halil Akkaş          | Türkei         | 14:07,42   |
| 11    | Mark Christie        | Irland         | 14:12,68   |
| 12    | Jussi Utriainen      | Finnland       | 14:17,07   |
| 13    | Johan Wallerstein    | Schweden       | 14:43,34   |
| DNS   | Youssef El Kalay     | Portugal       |            |

## Finale
31. Juli 2010, 21:20 Uhr
| Platz | Name                 | Nation         | Zeit (min) |
| ----- | -------------------- | -------------- | ---------- |
| 1     | Mohammed Farah       | Großbritannien | 13:31,18   |
| 2     | Jesús España         | Spanien        | 13:33,12   |
| 3     | Hayle İbrahimov      | Aserbaidschan  | 13:34,15   |
| 4     | Serhij Lebid         | Ukraine        | 13:38,69   |
| 5     | Noureddine Smaïl     | Frankreich     | 13:38,70   |
| 6     | Daniele Meucci       | Italien        | 13:40,17   |
| 7     | Alemayehu Bezabeh    | Spanien        | 13:43,23   |
| 8     | Christopher Thompson | Großbritannien | 13:44,42   |
| 9     | Mert Girmalegese     | Portugal       | 13:45,25   |
| 10    | Stefano La Rosa      | Italien        | 13:46,58   |
| 11    | Alexander Orlow      | Russland       | 13:58,69   |
| 12    | Arne Gabius          | Deutschland    | 13:59,11   |
| 13    | Kemal Koyuncu        | Türkei         | 14:17,32   |
| DNF   | Alistair Cragg       | Irland         |            |
| DNF   | Sergio Sánchez       | Spanien        |            |

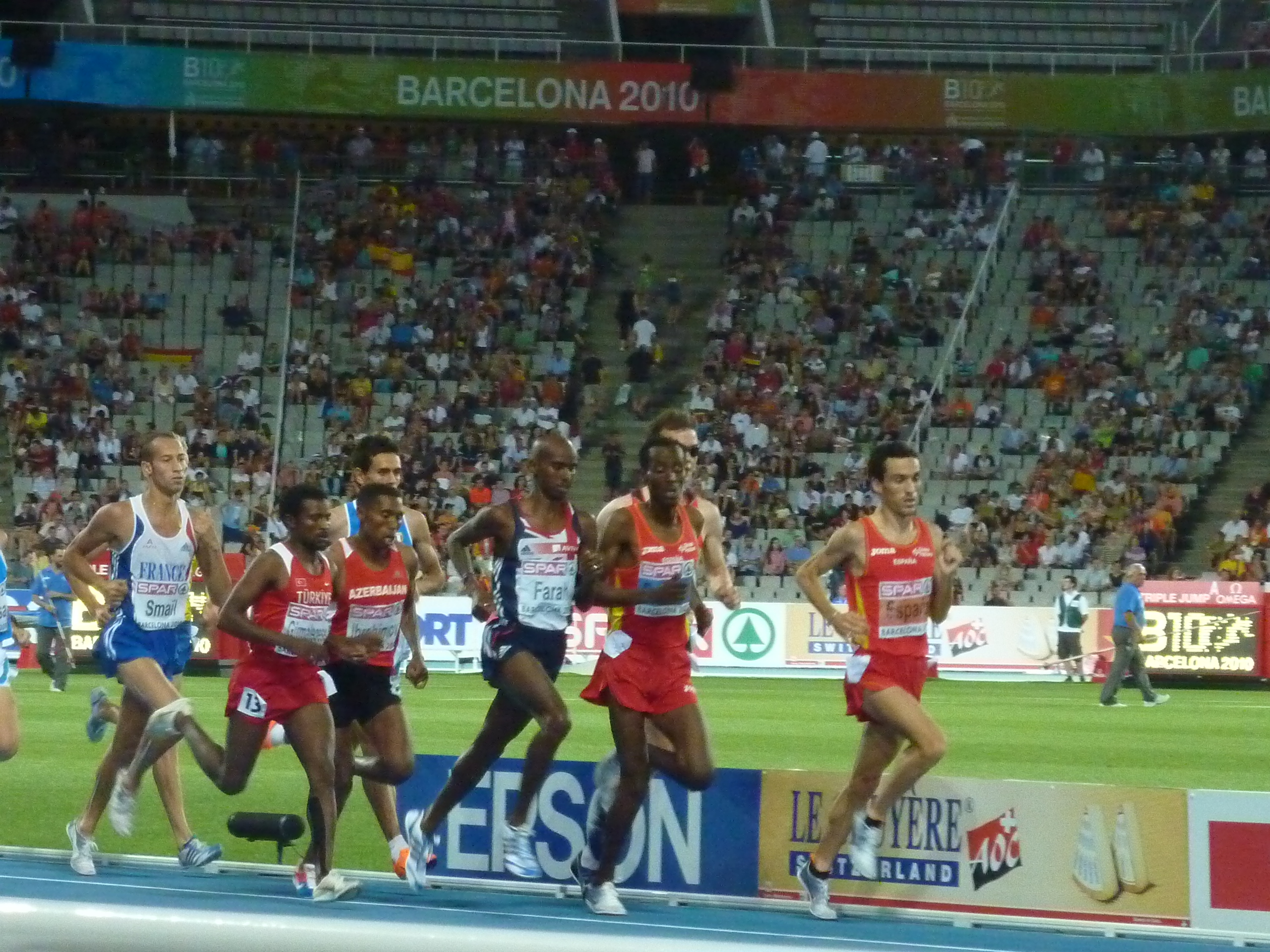
Das 5000-Meter-Finale

Der Brite Mohammed Farah errang nach seinem Sieg über 10.000 Meter auch den Titel über 5000 Meter. Der Spanier Jesús España sowie der von diesem auf den letzten 100 Metern überspurtete Aserbaidschaner Hayle İbrahimov gewannen Silber und Bronze. Den beiden weiteren Medaillengewinner über 10.000 Meter Daniele Meucci und Christopher Thompson gelang es nicht, dies über die kürzere Distanz zu wiederholen, Meucci wurde Sechster, Thompson Achter.

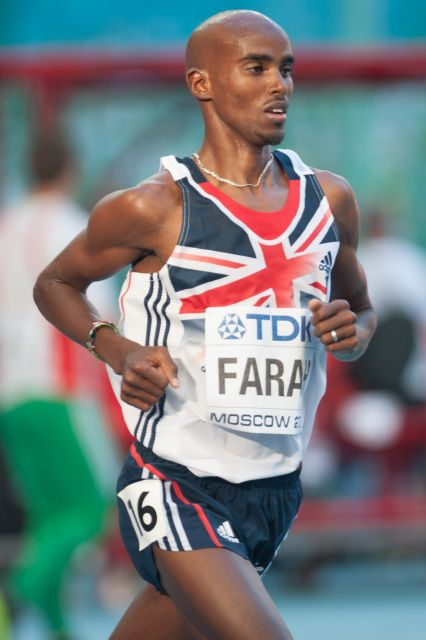
Mo Farah errang nach seinem Sieg über 10.000 Meter seinen zweiten Titel – auch auf Weltniveau übernahm der Brite jetzt für einige Jahre die dominante Rolle
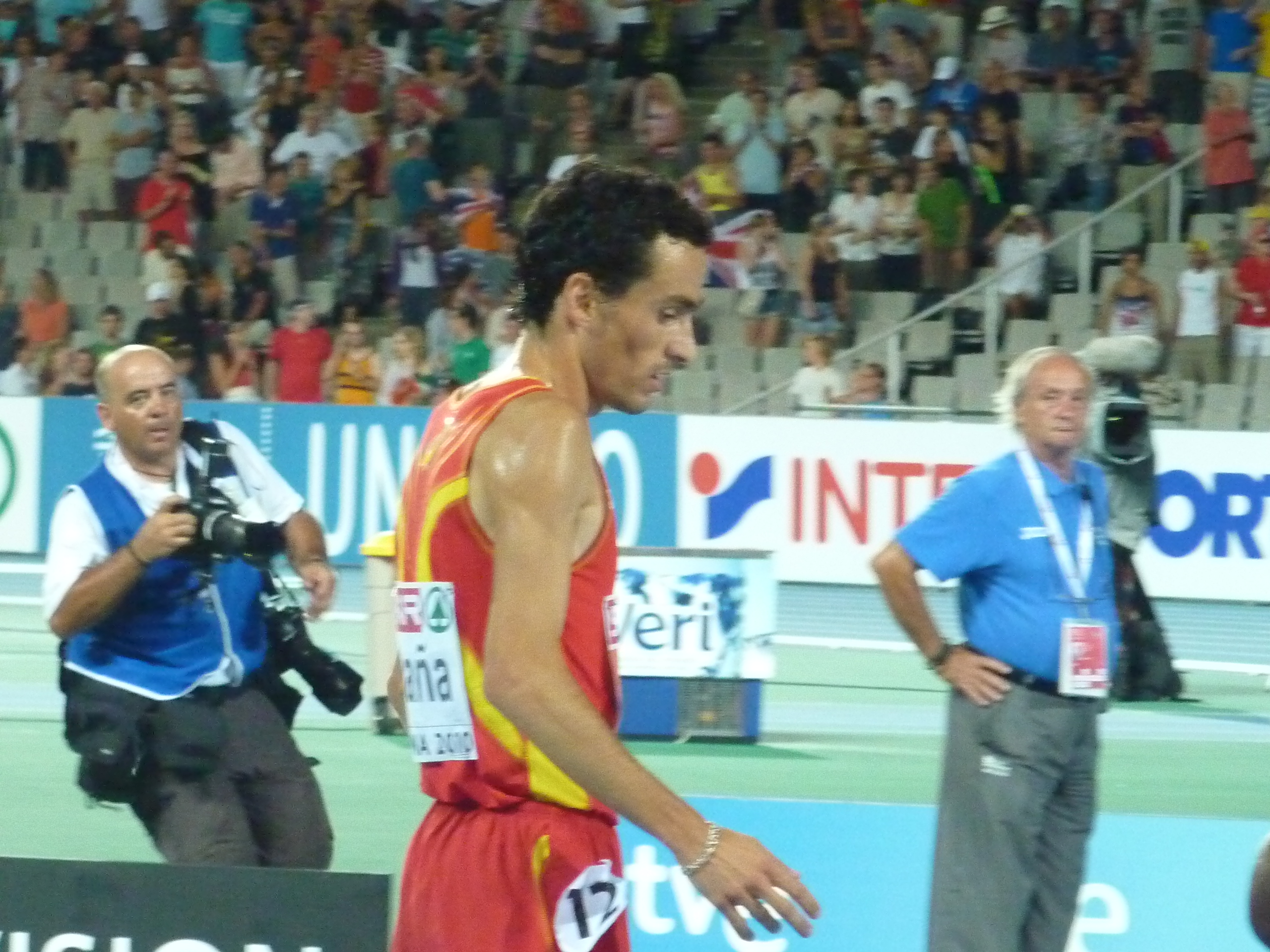
Titelverteidiger Jesús España kam diesmal auf den zweiten Platz
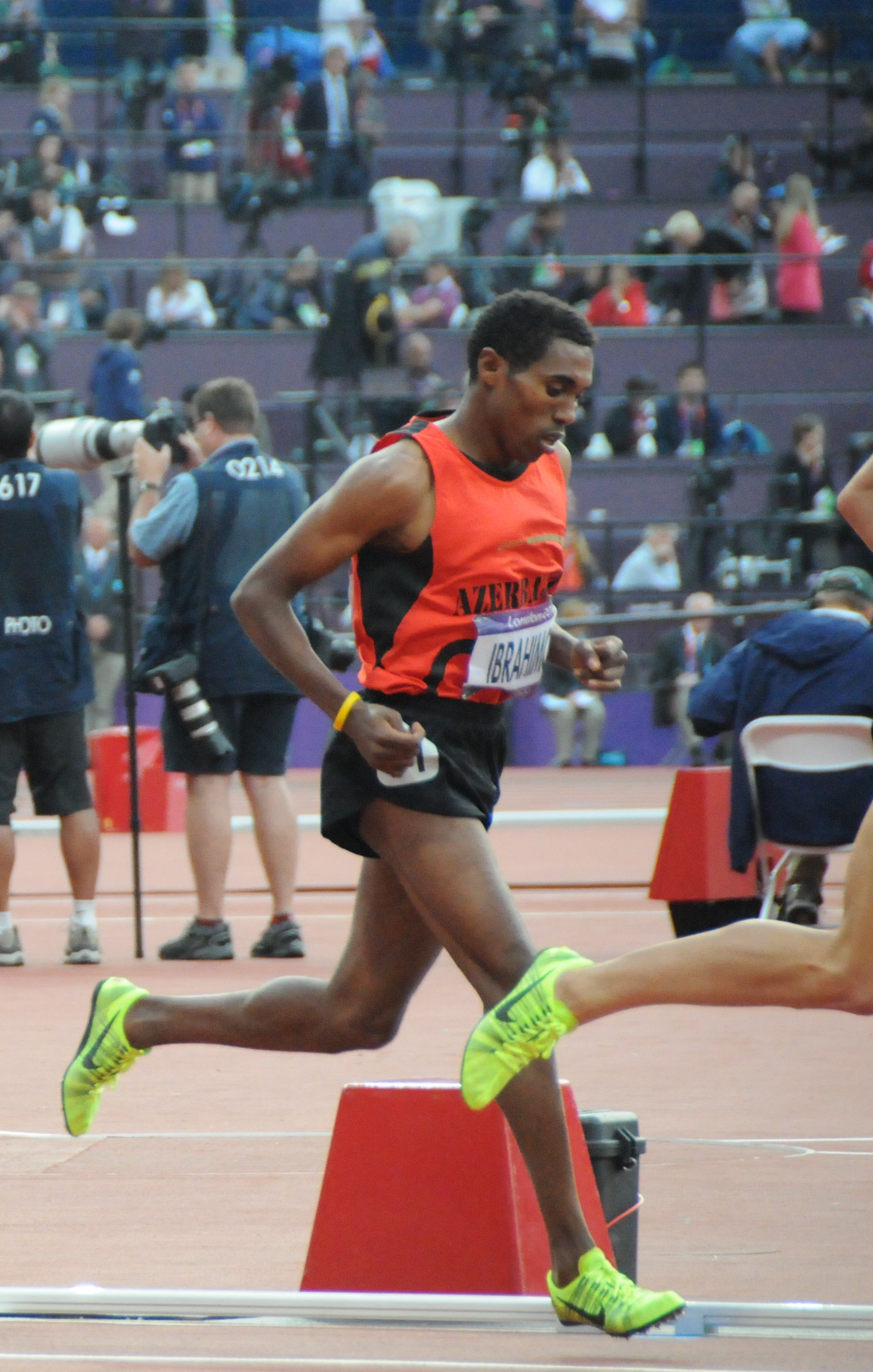
Bronzemedaillengewinner Hayle İbrahimov

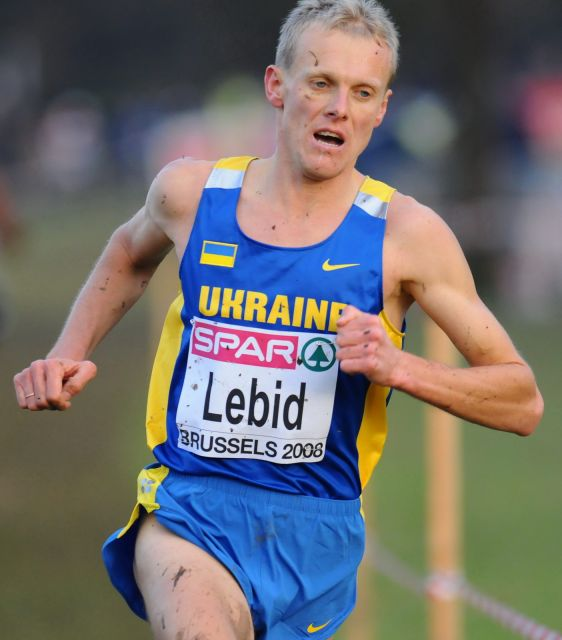
Serhij Lebid – Rang vier
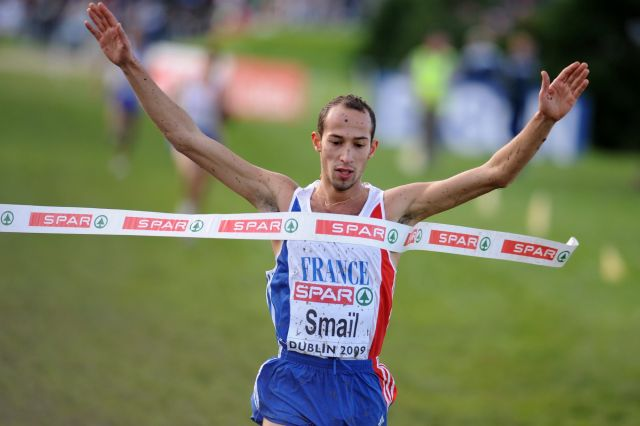
Noureddine Smaïl – Fünfter
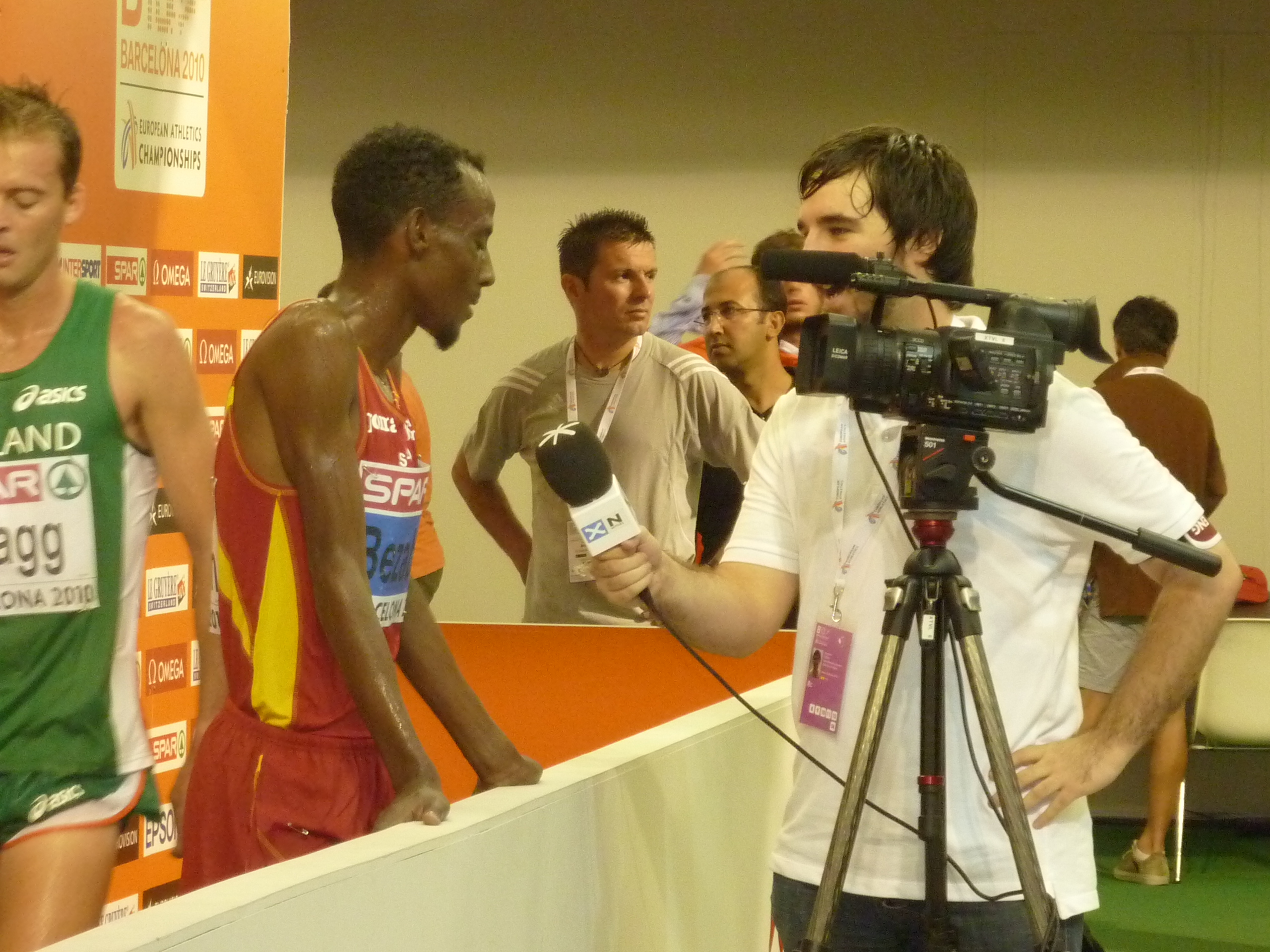
Platz sieben für Alemayehu Bezabeh

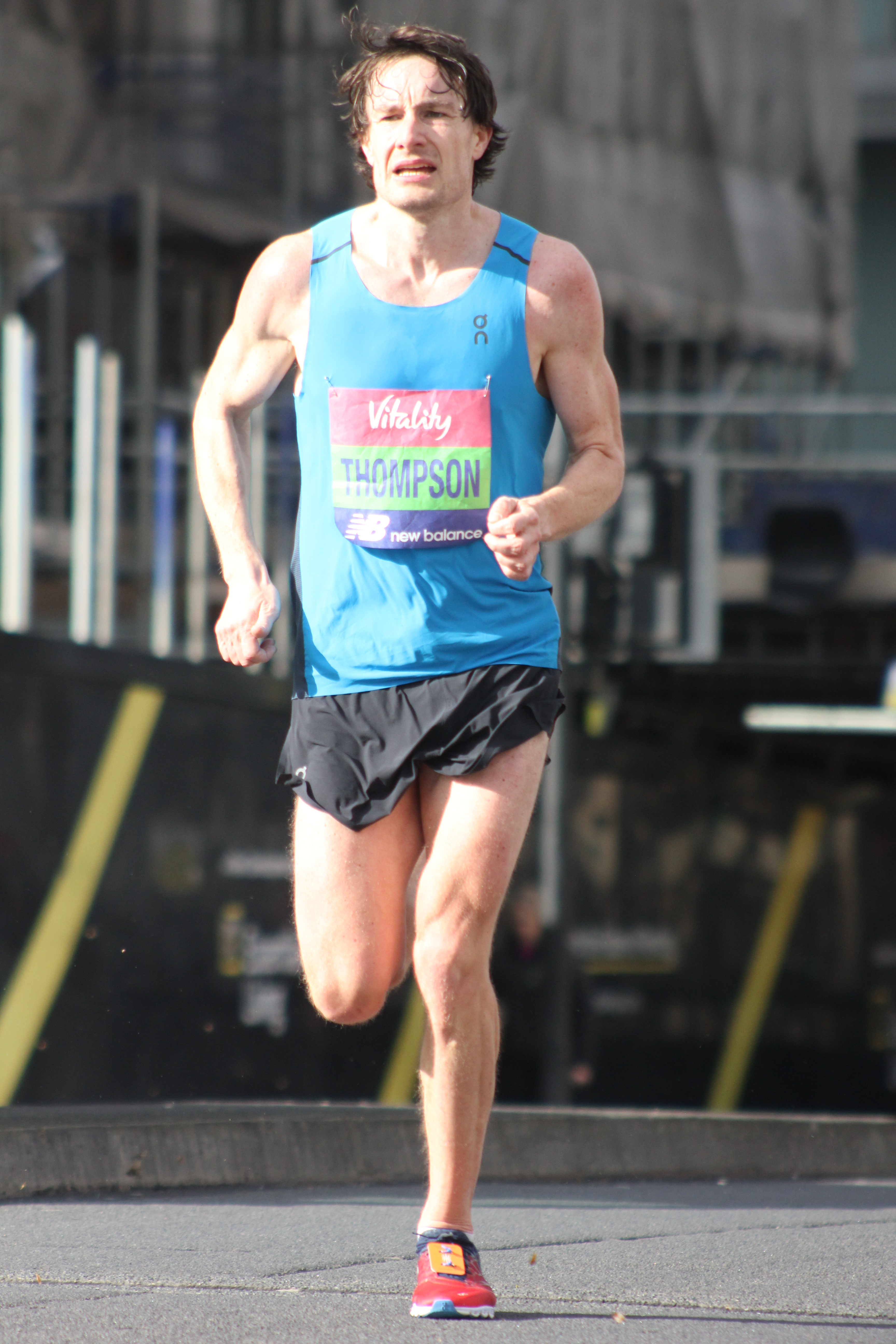
Christopher Thompson – Rang acht für den 10.000-Meter-Zweiten
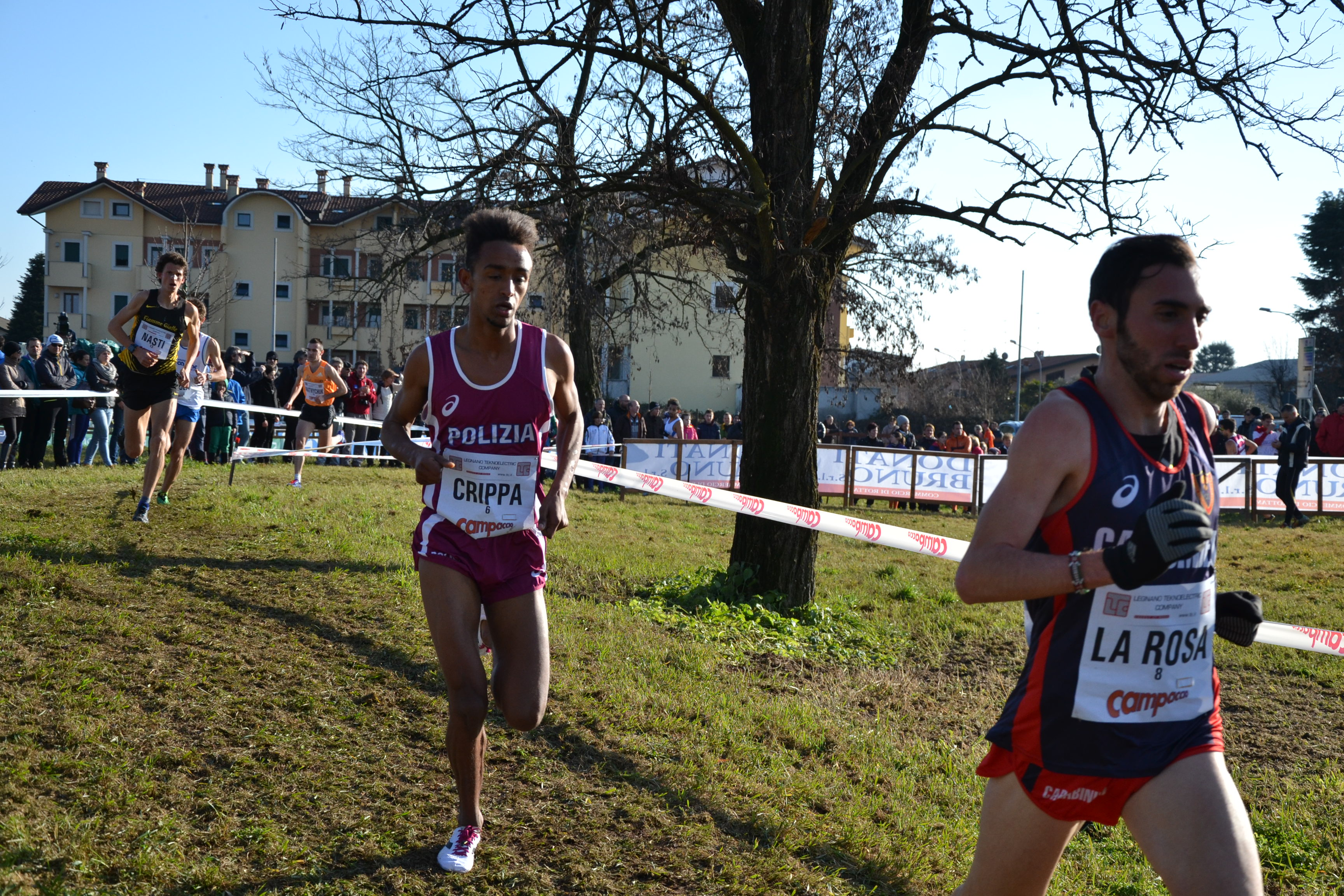
Stefano La Rosa (hier in führender Position eines Crosslaufs) belegte Platz zehn
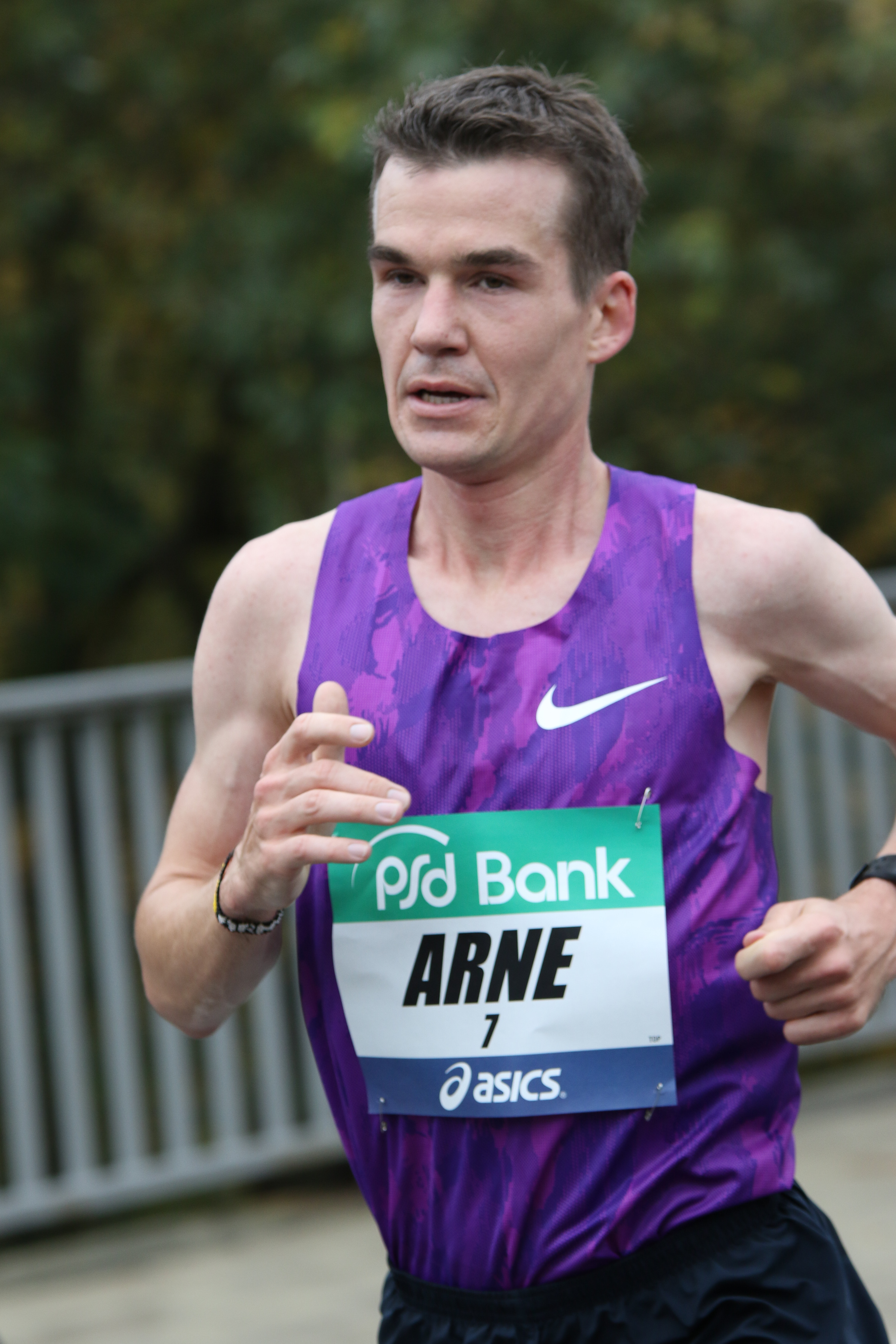
Der zwölftplatzierte Arne Gabius wurde zwei Jahre später Vizeeuropameister

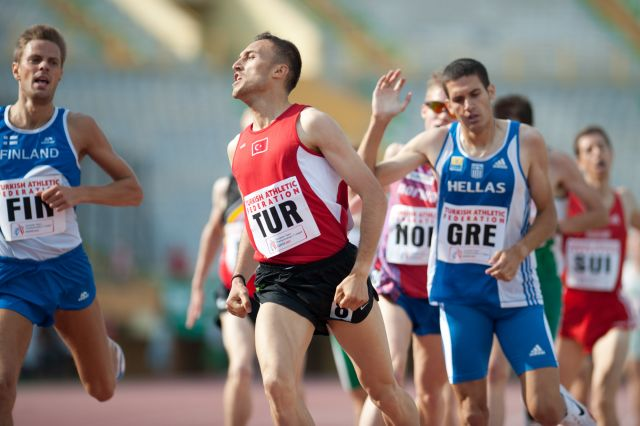
Kemal Koyuncu (rotes Trikot) wurde abgeschlagener Dreizehnter
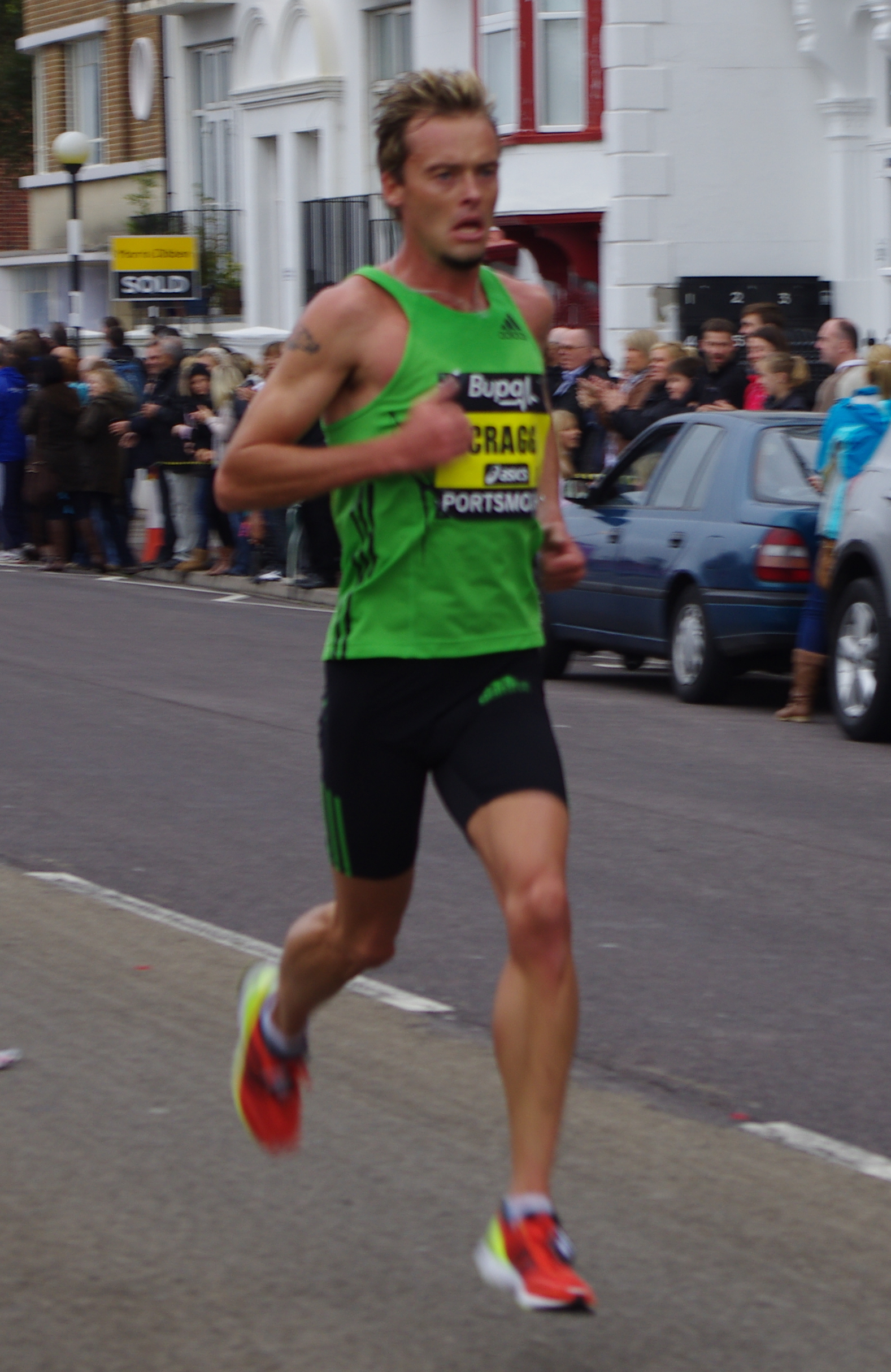
Alistair Cragg – Rennen vorzeitig beendet
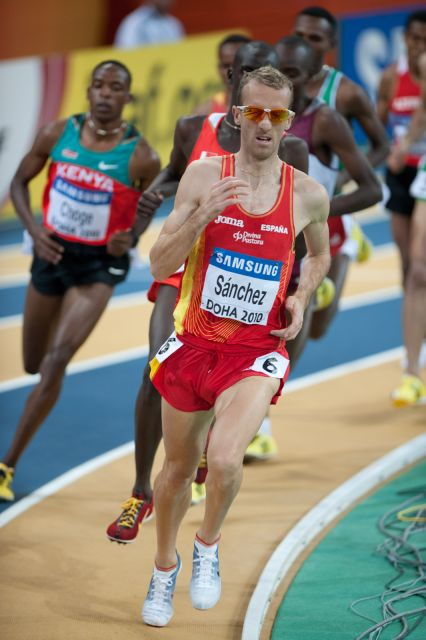
Der hier in einem Rennen in Doha führende Sergio Sánchez kam nicht ins Ziel

## Video
- 5000m men Final 20th European Athletics Championships Barcelona 2010 HD, youtube.com, abgerufen am 12. Februar 2023